# Le Cri de la mort
Pour plus de détails, voir Fiche technique et Distribution.
Le Cri de la mort (El grito de la muerte) est un western d'épouvante mexicain réalisé par Fernando Méndez et sorti en 1959.

## Synopsis
L'instrigue se concentre sur un ranch hanté par des esprits maléfiques. Le film reprend l'histoire de La Llorona (la femme qui pleure).

## Fiche technique
- Titre original mexicain : El grito de la muerte[1]
- Titre français : Le Cri de la mort ou Le Cercueil vivant[2]
- Réalisation : Fernando Méndez
- Scénario : Ramón Obón
- Photographie : Víctor Herrera
- Montage : Charles L. Kimball
- Musique : Gustavo César Carrión
- Décors : Gunther Gerszo
- Costumes : Consuelo Múgica, Francisco Preciado
- Maquillage : Evangelina Garibay
- Production : Cesar Santos Galindo, Alfredo Ripstein
- Société de production : Alameda Films
- Pays de production :  Mexique
- Langue originale : espagnol
- Format : Couleurs par Eastmancolor - 1,37:1 - Son mono - 35 mm
- Genre : Western d'épouvante
- Durée : 72 minutes
- Date de sortie : 
  - Mexique : 13 mai 1959
  - France : 1963

## Distribution
- Gastón Santos (es) : Gastón / Cowboy
- María Duval (es) : María Elena García
- Pedro de Aguillón : Coyote Loco
- Carlos Ancira (es) : Felipe
- Carolina Barret (es) : Clotilde
- Antonio Raxel (es) : le docteur
- Hortensia Santoveña (en) : Doña María
- Quintín Bulnes : Indio